# Capu Dealului (Drăgășani), Vâlcea
Capu Dealului este o localitate în județul Vâlcea, Oltenia, România.

## Repere importante
1. Biserică numită și „Biserica cu cal” cu hramul „Adormirea Maicii Domnului”, monument istoric, 1824.
2. Grădiniță
3. Stație distribuție gaze
4. Moară
5. Market
6. Punct arheologic Valea Caselor: Situl arheologic de la Drăgășani - "Capu Dealului" [inapoiref][nefuncțională]

 Acest articol despre o localitate din județul Vâlcea este deocamdată un ciot. Puteți ajuta Wikipedia prin completarea lui.